# Shivaísmo de Cachemira
Entre las variadas doctrinas hinduistas, el shivaísmo de Cachemira o shivaísmo Trika, es una escuela o tradición no dualista del Tantra Shaiva-Shakta que se originó en algún momento posterior al año 850 DC. En tanto esta tradición se originó en Cachemira, a menudo es llamado «shivaísmo de Cachemira». Posteriormente se convirtió en un movimiento panindio denominado «Trika» (lit. La Trinidad) por su gran exégeta, Abhinavagupta, y floreció especialmente en Odisha y Maharashtra. Los rasgos definitorios de la tradición Trika son su sistema filosófico idealista y monista Pratyabhijna («Reconocimiento»), propuesto por Utpaladeva (c. 925-975 d. C.) y Abhinavagupta (c. 975-1025 d. C.), y la centralidad de las tres diosas Parā, Parāparā y Aparā.
Si bien el Trika se basa en numerosos textos shivaístas, como los Agamas Shaiva y los Tantras Shaiva y Shakta, sus principales autoridades escriturales son el Mālinīvijayottara Tantra, el Siddhayogeśvarīmata y el Anāmaka-tantra. Sus principales obras exegéticas son las de Abhinavagupta, como el Tantraloka, el Mālinīślokavārttika y el Tantrasāra, que son formalmente una exégesis del Mālinīvijayottara Tantra, aunque también se basaron en gran medida en la subcategoría krama del Kulamārga. centrada en Kali. Otro texto importante de esta tradición es el Vijñāna-bhairava-tantra, que se centra en esbozar numerosas prácticas yóguicas.
El shivaísmo de Cachemira pretendía reemplazar al Shaiva Siddhanta, una tradición dualista que los académicos consideran el shivaísmo tántrico normativo. El objetivo del Shaiva Siddhanta de convertirse en un Shiva ontológicamente distinto (a través de la gracia de Shiva) fue sustituido por el reconocimiento de uno mismo como Shiva que, en el monismo del shivaísmo de Cachemira, es la totalidad del universo.
Varios escritores lo categorizan como:
- idealismo monista[9]
- idealismo absoluto
- monismo teísta[10]
- idealismo realista[11]
- fisicalismo trascendental o
- monismo concreto[11]

Estos nombres señalan un punto de vista en que la consciencia es la única realidad. La materia no está separada de la consciencia (dualismo), sino que más bien es idéntica a ella. No hay interrupción entre Dios y el mundo. El mundo no es una ilusión (Maya) como tal (como en las doctrinas advaita vedanta), sino más bien, la ilusión como tal, correspondería a la falsa percepción de la existencia de una dualidad.
El shivaismo cachemiro emergió durante el siglo VIII o 'siglo IX' en Cachemira y desarrolló su teología hasta finales del siglo XX.